# Oberottersbach
Oberottersbach ist ein Ortsteil der Gemeinde Eitorf. Er liegt direkt oberhalb von Mittelottersbach im Ottersbachtal.

## Lage
Oberottersbach liegt westlich des Ottersbaches im Nutscheid auf einer Höhe von 158–183 m ü. NHN. Benachbarte Weiler sind neben dem direkt angrenzenden Mittelottersbach Ringenstellen im Osten, Niederottersbach im Süden und Kreisfeld im Nordwesten.

## Einwohner
1925 waren in Oberottersbach sieben Haushalte in sechs Häusern verzeichnet.